# Georg Kiessel
Georg Kiessel est un juriste allemand et un SS-Obersturmbannführer du RSHA, né le 31 octobre 1907 à Nuremberg et mort exécuté le 30 décembre 1950 à Belgrade.

## Biographie
Kiessel étudie le droit et les sciences politiques. Il obtient son premier examen d'État (Staatsexamen) en 1930 et soutient sa thèse de doctorat à l'université d'Erlangen ce qui lui donne le titre de Dr iur. (docteur en sciences juridiques). En avril 1933, il passe et réussit le deuxième examen d'État.
Après la prise du pouvoir par les Nazis, il rejoint le 1er novembre 1933 la direction de la police de Nuremberg-Fürth sous les ordres du commandant de police Benno Martin (de). Kiessel y est l'adjoint de Martin et prend aussi en charge la direction de la Gestapo locale.
Au début de février 1934, Kiessel adhère au parti nazi (sous le no 2.584.531) et devient la même année représentant aux affaires culturelles du Gau de Franconie. En octobre 1935, il intègre la SS (sous le no 260.969). Il est également adjoint au comité formé par Julius Streicher pour organiser le boycott à l'encontre des Juifs et entre au conseil de surveillance du groupe de télécommunications Fuld (de) à Nuremberg afin d'y mettre en œuvre les mesures d'aryanisation. Il dirige enfin, de 1936 à 1937, les services locaux de la Ligue militante pour la culture allemande (KfdK), association culturelle nationale-socialiste fondée en 1928 à Munich par Alfred Rosenberg.
Après la signature des accords de Munich, il est à la fin de 1938 officier de liaison du chef de la Sipo et du SD auprès de l'administrateur civil à Carlsbad, situé dans la région des Sudètes nouvellement annexée. En 1939, Kiessel est détaché comme conseiller économique auprès du gauleiter de Franconie.
Après le déclenchement de la Seconde Guerre mondiale, il entre en juin 1940 dans l'administration militaire comme conseiller et représentant du général SS Harald Turner à Paris, Kronstadt, Sofia, et Thessalonique, et de 1941 à novembre 1942 à Belgrade. En tant que haut fonctionnaire au Conseil de l'administration militaire, il est l'un des responsables de l'exécution d'otages et de la déportation des Juifs en Yougoslavie. Il reçoit en 1942 la croix du Mérite de guerre. Il est libéré de son poste quand Turner change d’affectation. À partir de janvier 1943, Kiessel travaille pour la Waffen-SS.
Au début de l'été 1944, Kiessel travaille au RSHA à la division IV (Gestapo) et y dirige, après le complot manqué du 20 juillet 1944, le service d'évaluation de la Commission spéciale du 20 juillet. En octobre 1944, il est promu au grade de SS-Obersturmbannführer.
À partir de décembre 1944, il est commandant de la Sipo et du SD (KdS) à Bromberg. La ville étant prise par l'Armée rouge, il est promu en janvier 1945 haut Conseiller d'État à Brême et y dirige les services de police jusqu'à la conquête de la ville par les troupes britanniques.
Après la guerre, Kiessel est placé en détention par les Alliés puis livré à la Yougoslavie. Jugé par un tribunal militaire yougoslave, il est condamné à mort le 7 mars 1947 pour crimes commis en Yougoslavie. Il est exécuté le 30 décembre 1950 à Belgrade.